# St. Martin's Press
St. Martin's Press est une maison d'édition dont le siège est à Manhattan, New York, dans l'Equitable Building. St. Martin's Press est considéré comme l'un des plus grands éditeurs de langue anglaise, avec quelque 700 titres par an via six filiales.
Ces filiales sont : St. Martin's Press (livres grand public et best-sellers), St. Martin's Griffin (livres de poche grand public, y compris fiction et non-fiction), Minotaur ( mystère, suspense et thrillers ), Castle Point Books (spécialisé dans la non-fiction), St. Martin's Essentials (style de vie) et Wednesday Books (fiction pour jeunes adultes).
L'actuel rédacteur en chef de St. Martin's Press est George Witte. Jennifer Enderlin est nommée éditrice en 2016.

## Histoire

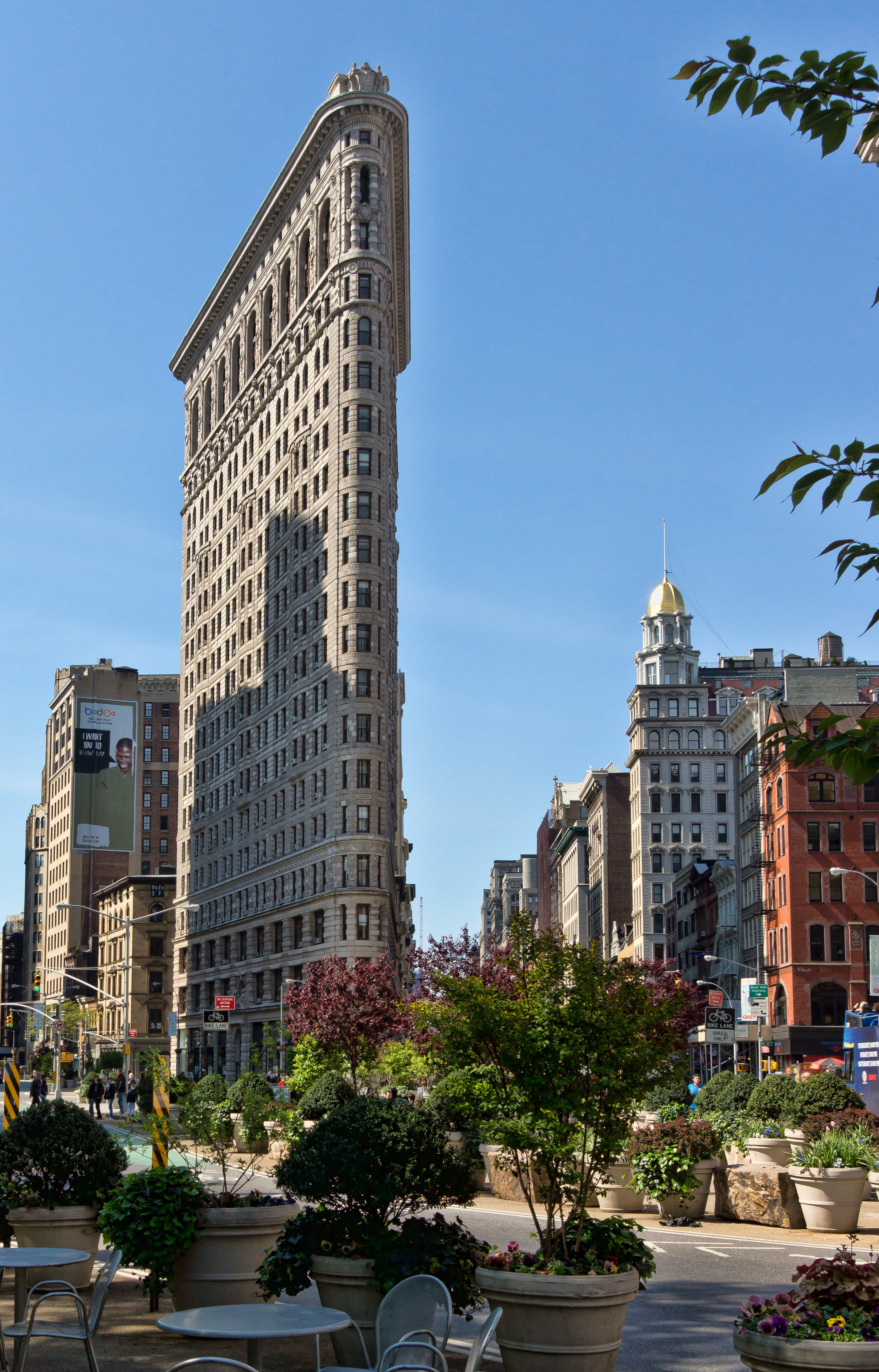
Le Flatiron Building, siège de la maison d'édition de 1959 à 2019.

Le groupe britannique Macmillan Publishers fonde sous la direction de Horatio Lovat Dickson la maison d'édition St. Martin's Press en juillet 1952, qui est nommé d'après St Martin's Lane à Londres, où Macmillan Publishers avait alors son siège. St. Martin's acquiert Tor-Forge Books (science-fiction, fantasy et thrillers ).
St. Martin's Press s'installe au Flatiron Building en 1959. L'éditeur en croissance, rachète au fur et à mesure les bureaux de l'immeuble devenus vacants, jusqu'à posséder les 21 étages de bureaux. Début juin 2019, la maison d'édition déménage pour l'Equitable Building.
En 1995, Macmillan est vendu à Holtzbrinck Publishers, LLC, un groupe de sociétés d'édition détenu par Verlagsgruppe Georg von Holtzbrinck, une entreprise d'édition familiale basée à Stuttgart, en Allemagne, qui possède également des maisons d'édition telles que Farrar, Straus and Giroux (principalement fiction littéraire), Holt Publishers (non-fiction littéraire).
La publication de la biographie de George W. Bush, alors candidat à la présidentielle, Fortunate Son en 1999 provoque la démission du rédacteur en chef Robert Wallace. L'ouvrage allègue via des sources anonymes que Bush aurait été arrêté en 1972 pour possession de cocaïne et que l'affaire aurait été abandonnée après que Bush ait effectué des travaux d'intérêt général grâce à son père, George Herbert Walker Bush, alors ambassadeur des États-Unis aux Nations unies. Par la suite, St. Martin's Press rappel 70 000 exemplaires, chose plutôt rare dans l'industrie du livre.
Les auteurs publiés par St. Martin's incluent Mary Kay Andrews, Jeffrey Archer, Steve Berry, CJ Box, Linda Castillo, Ann Cleeves, Kristin Hannah, Lynda Lopez, Ben Coes, Louise Penny, Nora Roberts, Rainbow Rowell, Ian K. Smith, Rick Campbell et Jocko Willink. Il publie également les livres de mots croisés du New York Times.
Sa division des manuels, Bedford-St. Martin's, est fondée en 1981. En 1984, St. Martin's devient le premier grand éditeur de livres commerciaux à publier ses livres à couverture rigide par sa société interne de livres de poche grand public, St. Martin's Mass Market Paperback Co., Inc. 

## Filiales
- St. Martin's Press (livres grand public et best-sellers) [11]
- St. Martin's Griffin (livres de poche grand public, y compris la romance) [12]
- Minotaur (Mystère, suspense et thrillers); les gagnants du premier concours de mystère traditionnel Malice Domestic de St. Martin's Press reçoivent un contrat d'édition d'un livre Minotaur de 10 000 $ [13]
- Castle Point Books (non-fiction spécialisée) [14]
- St. Martin’s Essentials (style de vie) [15]
- Wednesday Books ( fiction pour jeunes adultes ) [16]